# 仙台駅東西地下自由通路
仙台駅東西地下自由通路（せんだいえきとうざいちかじゆうつうろ、英称 : Sendai Stn. East & West Underpass）は、宮城県仙台市に所在する歩行者専用の地下道である。
仙石線の仙台駅〜あおば通駅間をエスパル仙台本館地下1階、南北線仙台駅経由でつなぐ役割を果たしており、毎日4時50分から24時20分まで通行可能。

## 概要

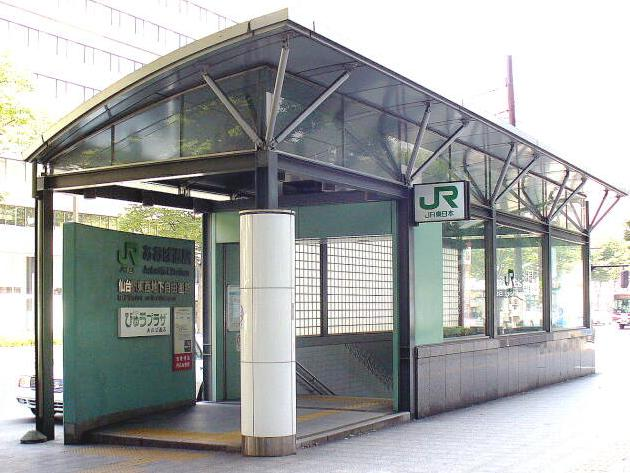
JR仙石線・あおば通駅 出入口2。出入口の横に「仙台駅東西地下自由通路」と掲出されている。

東日本旅客鉄道（JR東日本）仙石線地下化に合わせ、仙台トンネルの軌道階の上部に建設された。南北道路の愛宕上杉通（東五番丁通）と東西道路の青葉通とが交わる中央1丁目交差点からJR仙台駅東口広場までを東西に結ぶ地下通路であり、全長は392メートル、幅員は5メートルから15メートルでJR仙台駅舎より西側の区間の方が広い。
中央1丁目交差点の地下では、JR仙石線・あおば通駅のコンコースおよび仙台市地下鉄南北線・仙台駅のコンコースと接続する。東北新幹線や仙石線以外の在来線への改札があるJR仙台駅舎の地下では、エスパル仙台店の地下1階を横断する。JR仙台駅東口広場の地下では、BiVi仙台駅東口、仙台駅東口地下自転車等駐車場、および、JR仙石線・仙台駅のコンコースと接続する。
これら、当通路と直接接続する地下空間のうち、以下の表のものが仙台トンネルの軌道階の上部に直線状に並んでおり、その延長はJR仙石線1駅間分、東四番丁通から東七番丁通までの約640メートルに及び（Google マップ）、地下歩行空間のいずれの出入口にも「仙台駅東西地下自由通路」と掲出されている。
|           | 施設                                | 施設 | 延長 （概数） | 地図        |
| --------- | ----------------------------------- | ---- | ------------- | ----------- |
| 西 ↑ ↓ 東 | JR仙石線・あおば通駅のコンコース    | 縦走 | 115m          | 西端 - 東端 |
| 西 ↑ ↓ 東 | 仙台市地下鉄仙台駅のコンコース      | 横断 | 020m          | 西端 - 東端 |
| 西 ↑ ↓ 東 | 仙台駅東西地下自由通路（西側区間）  | 縦走 | 210m          | 西端 - 東端 |
| 西 ↑ ↓ 東 | エスパル仙台店（JR仙台駅舎）地下1階 | 横断 | 040m          | 西端 - 東端 |
| 西 ↑ ↓ 東 | 仙台駅東西地下自由通路（東側区間）  | 縦走 | 140m          | 西端 - 東端 |
| 西 ↑ ↓ 東 | JR仙石線・仙台駅コンコース          | 縦走 | 115m          | 西端 - 東端 |

この地下空間は、JR仙台駅西口側の主要道である青葉通と同東口側の主要道である宮城野通をつなぐ役割も担っているため、一日の歩行者通行量は平日で31,180人（2007年）に及び、仙台市都心部における重要な歩行者通路の1つとなっている。

## 位置関係
- 地上において、西口駅前広場より西側は青葉通、東口駅前広場より東側は宮城野通。
- JR仙台駅舎の地下1階において、S-PAL仙台店の「エキチカキッチン」や「エキチカおみやげ通り」が隣接する。
- 東西地下自由通路の東側区間の東口駅前広場地下では、「BiVi仙台駅東口」や「仙台駅東口地下自転車等駐車場[注 2][注 3][4]」が接続する。

## 画像

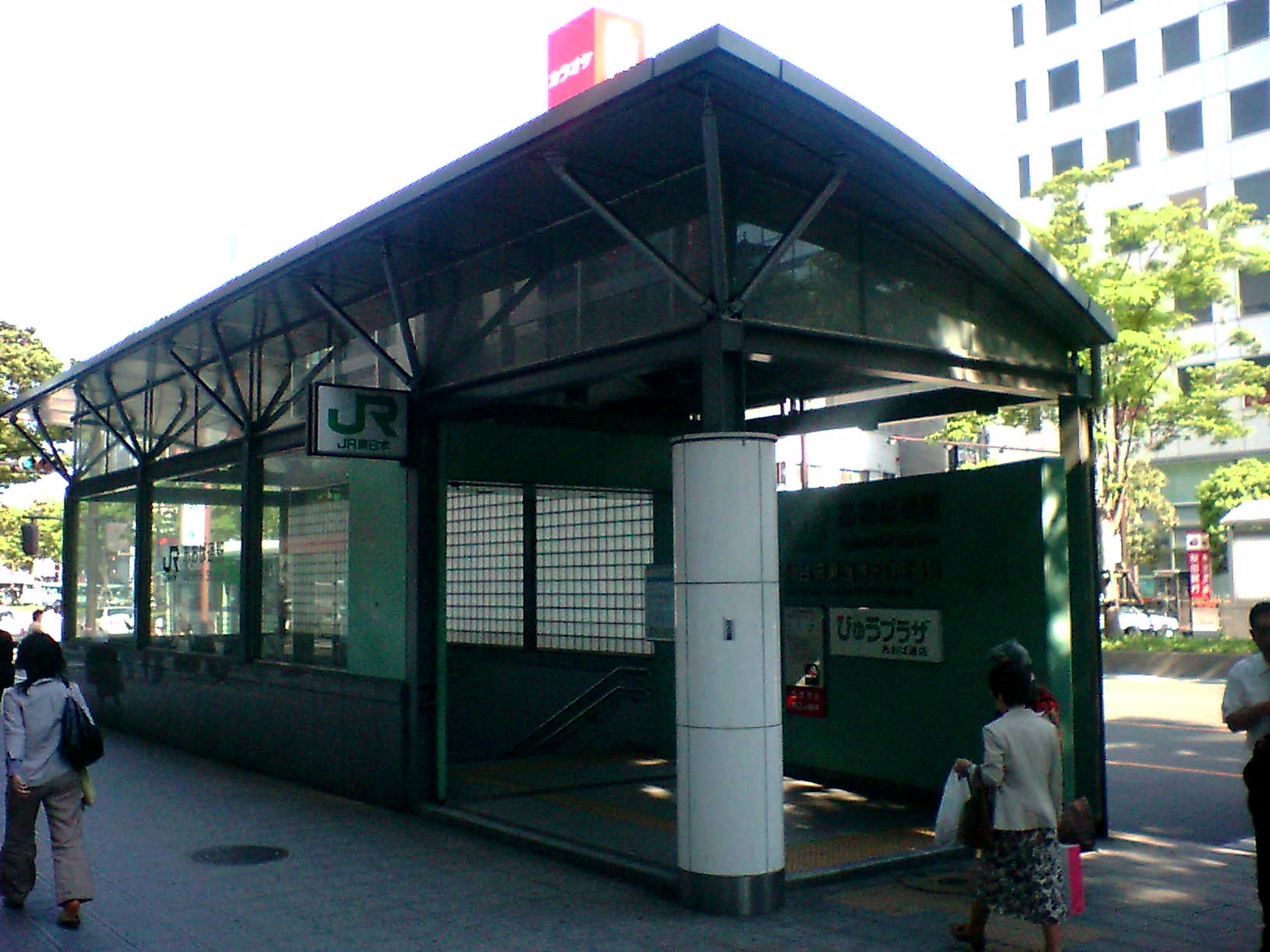
あおば通駅 出入口1
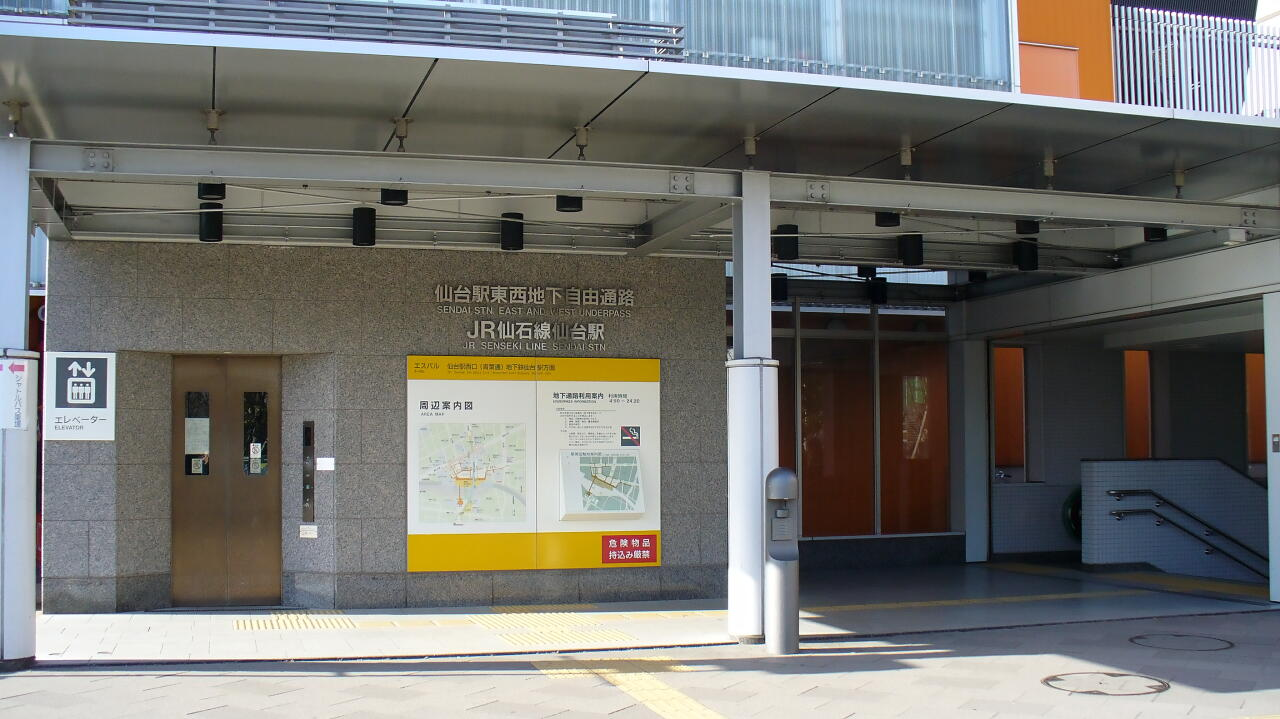
仙石線仙台駅 出入口3
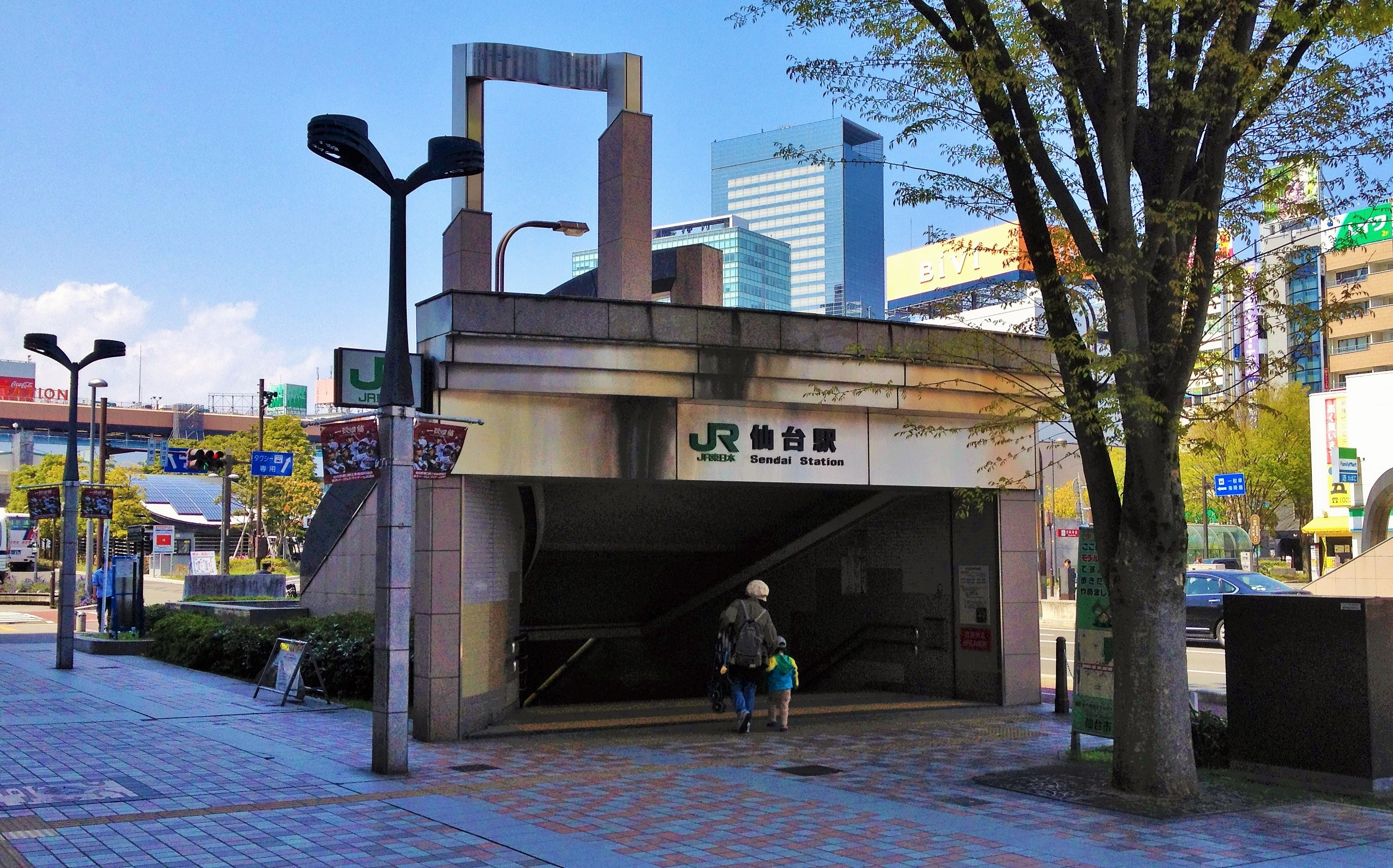
仙石線仙台駅 出入口2

## 沿革
東北新幹線建設に伴う日本国有鉄道（現JR東日本）仙台駅の建て替え工事が始まった1972年（昭和47年）、運輸省仙台陸運局・建設省東北地方建設局（以上、現国土交通省東北地方整備局）・日本国有鉄道（現JRグループ）・宮城県庁・仙台市役所・仙台商工会議所の六者により、仙石線地下化（参照）の際には軌道階の上部に地下自由通路を設けることが合意された。この合意に基づき、JR仙石線連続立体交差事業に関連する仙台市の単独事業の1つとして、JR東日本に工事を委託して整備された。事業名は仙台駅東西地下自由通路整備事業。
1999年（平成11年）にJR仙台駅舎より西側の区間が供用開始され、翌2000年（平成12年）のJR仙石線地下化に合わせて全線が供用開始された。
当通路の開通前から、JR仙台駅舎と仙台市地下鉄南北線・仙台駅とを繋ぐ地下ルートは存在していた。すなわち、JR仙台駅地下南口（改札）からエスパル仙台店地下1階「エスパル地下街」を横断し、仙台駅西口地下道（仙台駅西口中央地下歩道、北緯38度15分36秒 東経140度52分52.4秒）を通って、ams西武（現在は仙台ロフト）が核テナントの仙台駅前開発ビルの地下1階に入り、地下2階までエスカレーター等で降りて、地下鉄南北線・仙台駅のコンコースに到達するルートである。当通路の開通以前はこのルートを通過する歩行者が多かったが、当通路の開通後は激減した。

### 年表
- 1972年（昭和47年） - 仙石線地下化の際には、軌道階の上部に地下自由通路を設置するとの合意がなされた[5][6]。
- 1973年（昭和48年） - 仙台駅東第一土地区画整理事業施行（1996年まで）。
- 1981年（昭和56年） - 仙石線連続立体交差事業施行。
- 1985年（昭和60年） - 仙石線連続立体交差事業が事業認可。
- 1987年（昭和62年）
  - 4月1日 - 日本国有鉄道仙台鉄道管理局の鉄道事業を、東日本旅客鉄道東北地域支社（現・東日本旅客鉄道仙台支社）が引き継いだ。
  - 7月15日 - 仙台市地下鉄南北線開業。
- 1988年（昭和63年） - 仙台駅東第二土地区画整理事業施行。
- 1999年（平成11年）7月2日 - 当通路の西側区間が供用開始[8][9]。これにより、JR仙台駅と仙台市地下鉄南北線・仙台駅が当通路で接続された。
- 2000年（平成12年）3月11日 - JR仙石線の仙台トンネル内への新線切り替えに合わせ、全線供用開始[9][10]。当通路の東側区間の供用開始により、JR仙台駅とJR仙石線・仙台駅が接続し、西側区間ではJR仙石線・あおば通駅と接続された。
- 2002年（平成14年）3月 - 仙台駅東口地下自転車等駐車場が開業。
- 2010年（平成22年）7月26日 - ゲリラ豪雨により雨水が侵入し、最も深いところで膝下程度まで水がたまったため、当通路が一時的に通行不能となった[11]。
- 2011年（平成23年）
  - 3月11日14時46分 - 東北地方太平洋沖地震（東日本大震災）の発生に伴い通行不可となる。
  - 3月21日 - 地下鉄の始発から終電までの時間帯に限り、当通路の通行が可能となる。
  - 4月7日23時32分 - 東北地方太平洋沖地震の余震 (M7.2) により再び通行不可となる。
  - 4月9日 - 当通路の通行が可能となる。
- 2013年（平成25年）3月7日 - JR東日本と仙台市との間で、災害発生時に当通路などを帰宅困難者の一時滞在場所として運用する協定が締結された[12][13]。